# La Repubblica (Zenone)
La Repubblica è un testo perduto del filosofo stoico greco antico Zenone di Cizio.

## Contenuto
Critica, già nel titolo, nei confronti dell'omonimo testo platonico, Zenone in essa proponeva, sotto forma di liberi consigli e non di legislazioni autoritarie, il cosmopolitismo (derivata dalla scuola cinica), una legge di natura contrapposta ai sistemi politici gerarchici e "comunistici" di Platone, l'iconoclastia contro statue e templi, la mancanza di tribunali, ed anche la chiusura dei ginnasi, quest'ultima necessaria perché, a suo dire, la cultura era inutile per la formazione del buon cittadino. 
L'eliminazione dei segni esteriori di divisioni e appartenenze tra gli uomini era un segnale che egli voleva diffondere un'etica universale, valida per tutti, greci e barbari (Zenone stesso era di origine fenicia): l'unica distinzione era tra uomini valenti e uomini inetti, praticanti o no la virtù, unico modo per una vera paideia sociale (ecco spiegata la proposta di abolire i ginnasi). Inoltre, Zenone enunciava molti concetti di fisica (ricavata da Eraclito) ed etica stoica, come il Logos e la necessità di accettare e uniformarsi alla legge dell'universo.
Da Filodemo possiamo intuire che il dibattito intorno alla Politeia fu lungo e aspro, criticando soprattutto le soluzioni più estremiste ed anarchiche, retaggio dell'insegnamento di Cratete e della lettura, probabilmente, della Repubblica di Diogene.